# Asthenes virgata
El canastero de Junín (Asthenes virgata), también denominado espartillero de Junín o piscuiz de Junín, es una especie de ave paseriforme de la familia Furnariidae, perteneciente al numeroso género Asthenes. Es endémica de Perú.

## Distribución y hábitat
Se distribuye a lo largo de los Andes del centro y sur de Perú (departamentos de Lima, Junín, Ayacucho, Apurímac, Cuzco, Puno).
Esta especie es considerada poco común y local en sus hábitats naturales: los pastizales de la puna y cerca de bosques dominados por Polylepis, entre los 3300 y 4300 m de altitud.

## Sistemática

### Descripción original
La especie A. virgata fue descrita por primera vez por el zoólogo británico Philip Lutley Sclater en 1874 bajo el nombre científico Synallaxis virgata; su localidad tipo es: «Junín, centro de Perú».

### Etimología
El nombre genérico femenino «Asthenes» deriva del término griego «ασθενης asthenēs»: insignificante; y el nombre de la especie «virgata», proviene del latín «virgatus»: listado, estriado.

### Taxonomía
Los datos filogenéticos dan soporte a la sugestión de que la presente especie forma un grupo monofilético con Asthenes flammulata y A. maculidauda. Los mismos datos indican que es hermana de esta última. Es monotípica.